# Postiljon (krant)
De Postiljon is een gratis regionale huis-aan-huiskrant in Zoetermeer. In 2016 verschijnt de krant ook in Benthuizen, Zevenhuizen, Moerkapelle en Leidschenveen. De krant wordt elke week op donderdag bezorgd.
De krant is onderdeel van Holland Media Combinatie die in de provincies Zuid-Holland, Noord-Holland, Utrecht, Friesland en Flevoland andere edities uitgeeft onder eigen namen hebben (De Echo in Amsterdam, Het Witte Weekblad, Almere Vandaag e.d.).

## Geschiedenis
Tot 2008 was onder deze naam de krant ook actief als huis-aan-huis weekblad in Capelle aan den IJssel, Krimpenerwaard en de Rotterdamse deelgemeenten Hillegersberg-Schiebroek en Prins Alexander alsmede Zoetermeer.
In elke Rotterdamse uitgave zat de zogenaamde stadkrant. Dit zijn een aantal pagina's waar de gemeente Rotterdam of deelgemeente Prins Alexander de ruimte krijgt berichten te publiceren. In 2016  verschijnen deze pagina's in De Weekkrant van De Persgroep.
Tot september 2008 was Postiljon in handen van Janssen Pers Postiljon, totdat Telegraaf Media Groep NV de uitgever overnam en onderbracht in Holland Media Combinatie. Behoudens de Zoetermeerse editie gingen de kranten De Echo heten. De Zoetermeerse editie bleef Postiljon heten. Van september 2012 tot februari 2016 heeft de krant in Rotterdam en omgeving Rotterdam Dichtbij geheten, maar deze uitgave is door een reorganisatie bij Holland Media Combinatie gestopt. De uitgave in Zoetermeer was per september 2012 ook omgedoopt tot Zoetermeer Dichtbij, maar heet sinds 30 juni 2016 weer Postiljon en bestaat voort als enige Postiljon-titel.
De Havenloods · De Oud-Rotterdammer · Het Vrije Volk · Maasstad · Postiljon · Rotterdams Dagblad · Rotterdams Nieuwsblad